# 春日潜庵

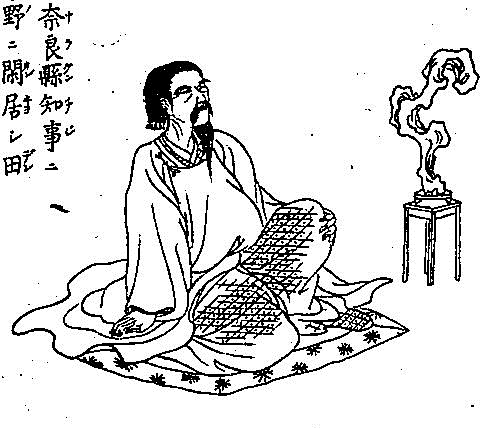
春日讃岐守（『高名像伝 : 近世遺勲. 天』）

春日 潜庵（かすが せんあん、1811年9月20日（文化8年8月3日）- 1878年（明治11年）3月23日）は、日本の幕末から明治初期の地下人・儒学者、政治家。第一次奈良県知事。初名・仲好、名・仲襄、雅号・潜庵。

## 経歴
山城国京都烏丸通一条上ル（現京都市上京区）で、久我家諸大夫・春日越前守仲恭の息子として生まれる。内大臣・久我通明、久我建通に仕え、讃岐守となる。朱子学を修め、さらに陽明学を修めた。安政4年（1857年）頃から梁川星巌、西郷隆盛らと国事に奔走。そのため安政の大獄に座し永押込に処せられた。文久2年11月（1862年12月-1863年1月）和宮降嫁後に特赦を受けた。
明治維新後、慶応4年2月（1868年）、久我通久が大和国鎮撫総督に任じられるとその参謀となった。奈良県が設置されると、同年5月19日（7月8日）初代知事に就任。同年7月24日（9月10日）に知事を辞し退官。
その後は学を講じた。

## 門人
- 末広鉄腸
- 柳下景由(古在由直の父)
- 桜井魁園
- 芳村正秉